# Abraham Skorka
Abraham Skorka (Buenos Aires, 5 luglio 1950) è un rabbino, scrittore e biofisico argentino.
È rettore del Seminario Rabinico Latinoamericano a Buenos Aires, rabbino della comunità ebraica Benei Tikva, professore di letteratura biblica e rabbinica al Seminario Rabinico Latinoamericano e professore onorario di diritto ebraico all'Universidad del Salvador, Buenos Aires.

## Carriera
Abraham Skorka tenne con l'allora arcivescovo di Buenos Aires Jorge Mario Bergoglio, poi divenuto papa Francesco, una serie di conversazioni interreligiose su argomenti quali Dio, il fondamentalismo, gli atei, la morte, l'olocausto, l'omosessualità e il capitalismo. I dialoghi ebbero luogo alternativamente presso la sede vescovile e presso la comunità ebraica Benei Tikva. Furono poi raccolti e pubblicati in un libro intitolato Sobre el Cielo y la Tierra (trad. it.: Il cielo e la terra).
Nel 1973 Skorka si laureò nel Seminario Rabinico Latinamericano con l'ordinazione a rabbino.
Nel 1979 conseguì il suo dottorato in chimica all'Università di Buenos Aires. Skorka ha pubblicato testi scientifici nel campo della biofisica e numerosi articoli nel campo delle ricerche bibliche e talmudiche.
Ricevette la laurea di Dottore (HC) dal Jewish Theological Seminary di New York.
Nel 2010 la Universidad Católica Argentina lo insignì di un dottorato honoris causa, essendo la prima volta in America Latina che un'università cattolica dava questo titolo a un rabbino.
Nel maggio 2017, Skorka pubblicò un'approvazione in merito alla Dichiarazione Rabbinica Ortodossa sul Cristianesimo intitolato "Fare la volontà del Padre Nostro nei Cieli: verso una collaborazione tra ebrei e cristiani", pubblicato due anni prima dal Centro per la cooperazione e l'intesa ebraico-cristiana (CJCUC)
Il 10 maggio 2023 la facoltà di teologia dell'Università di Trnava gli ha conferito il dottorato honoris causa.

## Opere
Libri
- Miles de años por semana: vision actual de la lectura de la Torah, 1997
- coautore e curatore: Introducción al Derecho Hebreo, 2001. ISBN 978-9502312002
- Hacia un mañana sin fe? Ediciones Asamblea Rabinica Latinoameriana, 2007 ISBN 978-9875506374
- Jorge Mario Bergoglio, Abraham Skorka, Sobre el Cielo y la Tierra, Editorial Sudamericana, Buenos Aires, 2010. ISBN 978-9500732932 (Trad. it.: Il cielo e la terra, Milano, Mondadori, 2013. ISBN 978-8804632153)

Cassette
- "Maimonides' Laws of Giving to the Poor", Rabbi Abraham Skorka, Rabbinical Assembly, 2000[10]

Articoli pubblicati su La Nación (selezione)
- De la muerte de Dios a la muerte de lo humano, su lanacion.com.ar. URL consultato il 1º aprile 2013 (archiviato dall'url originale l'8 aprile 2013).
- Diálogo profundo en un mundo inconexo, su lanacion.com.ar. URL consultato il 1º aprile 2013 (archiviato dall'url originale il 26 marzo 2015).
- De Fuenteovejuna a Pasteur 633, su lanacion.com.ar. URL consultato il 1º aprile 2013 (archiviato dall'url originale il 28 marzo 2015).
- De la cena pascual a la eucaristía, su lanacion.com.ar. URL consultato il 1º aprile 2013 (archiviato dall'url originale il 31 marzo 2015).
- A cuarenta años de Nostra Aetate, su lanacion.com.ar. URL consultato il 1º aprile 2013 (archiviato dall'url originale il 30 marzo 2014).
- Libertad e idolatría en el relato de la Pascua, su lanacion.com.ar. URL consultato il 1º aprile 2013 (archiviato dall'url originale il 4 marzo 2016).
- La visión de la Biblia sobre la paz, su lanacion.com.ar. URL consultato il 1º aprile 2013 (archiviato dall'url originale il 4 maggio 2018).
- A la sombra del golem, su lanacion.com.ar. URL consultato il 1º aprile 2013 (archiviato dall'url originale il 16 marzo 2016).
- Sacrificios que no acercan a Dios, su lanacion.com.ar. URL consultato il 1º aprile 2013 (archiviato dall'url originale il 3 marzo 2016).
- El diálogo interreligioso, su lanacion.com.ar. URL consultato il 1º aprile 2013 (archiviato dall'url originale il 28 marzo 2015).